# Galesaure
El galesaure (Galesaurus planiceps) és una espècie extinta de cinodont que visqué durant el Triàsic inferior en allò que avui en dia és Sud-àfrica. És l'única espècie reconeguda del gènere Galesaurus. En comparació amb l'escaloposaure, tenia les dents canines superiors més grosses i les molars superiors més curtes i robustes.
Fou esmentat en el primer número de la revista científica Nature, publicat el 1869, en el qual Thomas Henry Huxley manifestava la seva seguretat que s'acabaria demostrant que G. planiceps era un dinosaure. Tanmateix, s'ha acabat demostrant que pertany al grup dels cinodonts, actualment representat pels mamífers.